# 平山塘站
平山塘站是一个京广线上的铁路车站，位于湖南省株洲市渌口区淦田镇平山村，建于1935年，原为四等站，现已撤销拆除，邮政编码为412109。撤销前，客运：仅办理旅客乘降；行李、包裹托运；货运：仅办理整车货物发到。